# سناب 10 إيه
أنظمة الطاقة النووية المساعدة (سناب 10 إيه)، أو تجربة سنابشوت للطاقة النووية الفضائية المساعدة، ويُعرف أيضًا بالرمز OPS 4582، أو كوسبار 1965-027 إيه، وكان قمرًا اصطناعيًا تجريبيًا أمريكيًا يعمل بالطاقة النووية أُطلق في عام 1965 باعتباره جزءًا برنامج سنابشوت. شهدت هذه التجربة أول عملية لاستخدام مفاعل نووي في المدار، بالإضافة إلى أول استخدام لمحرك أيوني في المدار أيضًا. ويعتبر هذا القمر الاصطناعي المفاعل النووي الانشطاري الوحيد الذي أطلقته الولايات المتحدة إلى الفضاء في منظومة لتوليد الطاقة. توقف المفاعل عن العمل بعد 43 يومًا فقط بسبب عطل بأحد المكونات الكهربائية غير النووية. طُور مفاعل أنظمة الطاقة النووية المساعدة (سناب) خصيصًا ليُستخدم في الأقمار الاصطناعية في خمسينيات وأوائل ستينيات القرن العشرين تحت إشراف هيئة الطاقة الذرية الأمريكية.

## تاريخ
طُور برنامج أنظمة الطاقة النووية المساعدة (سناب) نتيجةً لمشروع فيدباك، وهي دراسة تابعة لمؤسسة راند، انتهت عام 1954، حول أقمار الاستطلاع الاصطناعية. وبسبب وجود متطلبات عالية من الطاقة بالنسبة لبعض الأقمار الاصطناعية المقترحة، والتي وصلت بعضها إلى بضعة من الكيلوواط، طلبت هيئة الطاقة الذرية الأمريكية (AEC) سلسلةً من الدراسات الخاصة بصناعة محطات للطاقة النووية في عام 1951. وحددت هذه الدراسات، التي انتهت في عام 1952، أن محطات الطاقة النووية يمكن استخدامها، من الناحية التقنية، في الأقمار الاصطناعية.
وفي عام 1955، بدأت هيئة الطاقة الذرية الأمريكية مشروعين تابعين لبرنامج سناب للطاقة النووية. وتعاقدت الهيئة مع شركة ذا مارتن في أحد المشروعين، لاستغلال تحلل النظائر المشعة ليكون مصدرًا للطاقة في المولدات؛ وأُعطيت هذه المحطات أرقامًا فرديةً لاسم سناب الخاص بها بدءًا بمحطة سناب 1. وكان المشروع الآخر معتمدًا على استخدام المفاعلات النووية لتوليد الطاقة، وطُور بواسطة قطاع أتوميكس إنترناشونال التابع لشركة نورث أمريكان أفياشن. وأُعطيت المحطات في هذا المشروع أرقامًا زوجيةً لاسم سناب الخاص بها، وكانت المحطة الأولى باسم سناب 2.
كان سناب 10 إيه أول منظومة لتوليد الطاقة، باستخدام المفاعلات النووية، صنعتها أتوميكس إنترناشونال لتستخدم في الفضاء. وحقق سناب 10 إيه، المُطور من تصميم سناب 10 ذي الثلاث مئة واط، متطلبات وزارة الدفاع لعام 1961 لمنظومة تنتج 500 واط من الطاقة.
نُفذت أغلب تطويرات الأنظمة واختبارات المفاعل بمختبر سانتا سوزانا الميداني في مقاطعة فينتورا (كاليفورنيا)، باستخدام عدد من المنشآت المتخصصة.

## البناء
يصل طول المفاعل إلى 39.62 سنتيمتر، بقطر 22.4 سنتيمتر، ويحتوي المفاعل على اليورانيوم 235 باعتباره وقود اليورانيوم-الزركونيوم-الهيدريد داخل 37 قضيبًا للوقود. صُمم مفاعل سناب 10 إيه لينتج طاقةً حراريةً بمقدار 30 كيلوواط وتصل كتلته دون أنظمة التدريع إلى 290 كيلوغرامًا. يظهر المفاعل على قمة وحدة القمر الاصطناعي سناب 10 إيه.
وُضعت العاكسات حول السطح الخارجي للمفاعل لتوفر إمكانية التحكم به. وتتكون هذه العاكسات من طبقة من البيريليوم، والتي تعكس النيوترونات، وبالتالي تسمح للمفاعل ببدء واستمرار عملية الانشطار النووي. ثًبتت العاكسات في أماكنها باستخدام حزام تثبيت مُثبت بواسطة قفل متفجر.
استُخدمت سبيكة الصوديوم-البوتاسيوم (NaK) اليوتكتية لتكون مادةً مبردةً في مفاعل سناب 10 إيه. وكانت هذه السبيكة تسري عبر قلب المفاعل ومحولاته الكهروحرارية من خلال مضخة كهرومغناطيسية من نوع توصيل التيار الكهربائي المستمر للمعادن المنصهرة. كانت المحولات الكهروحرارية، وهي «الأغطية» البيضاء الطويلة التي تظهر على القمر الاصطناعي، مكونةً من مادة السيليكون-الجرمانيوم المُطعمة، وهي مرتبطة حراريًا، ولكنها منعزلة كهربائيًا عن وسط نقل الحرارة المكون من سبيكة الصوديوم-البوتاسيوم. يتكون الجهد الكهربائي والكهرباء القابلة للاستخدام عن طريق الفرق في درجات الحرارة بين سبيكة الصوديوم-البوتاسيوم على أحد جانبي المحولات الكهروحرارية وبرودة الفضاء الخارجي على الجانب الآخر من هذه المحولات.